# Partit Comunista de les Illes Balears
Partit Comunista de les Illes Balears (PCIB) és un partit polític constituït el 1977, com a partit federat del Partit Comunista d'Espanya (PCE). El 1987 en formar-se la coalició Izquierda Unida, aquesta adoptà a les Illes Balears la denominació d'Esquerra Unida de les Illes Balears (EUIB).
El juny de 2004 va apostar per la refundació d'Esquerra Unida tant en les Illes Balears com en la resta de l'Estat, considerant que havia d'haver-hi un referent unitari enfront del sistema capitalista, que recollís valors marxistes, ecologistes, federals, republicans i feministes, que van donar origen a la coalició.